# Batalla de Valverde
La batalla de Valverde enfrentó el 14 de octubre de 1385 en las cercanías de la localidad de Valverde de Mérida, Castilla, a ejércitos de la Corona de Castilla y el Reino de Portugal como parte de la Crisis de 1383-1385 en Portugal. El combate se saldó con una decisiva victoria del numéricamente inferior ejército portugués.

## Preludio
Dos meses después de la decisiva victoria lusa en la batalla de Aljubarrota, el condestable de Portugal, Nuno Álvares Pereira, decidió pasar a la ofensiva e invadir territorio castellano. El ejército portugués salió desde Estremoz y atravesó por Vila Viçosa y Olivenza antes de penetrar en territorio de la corona de Castilla, donde tomaron Vilagarcia, localidad sin defensas, y desde allí procedieron en dirección a Valverde de Mérida.
Las fuerzas castellanas en la zona esperaban refuerzos, pero a pesar de ello decidieron marchar para enfrentarse a un ejército portugués que era menos numeroso e impedir que cruzara el río Guadiana. Los refuerzos castellanos se componían de levas locales y su número total ascendía a unos 20 000 hombres, entre los que había varios nobles como Gonzalo Núñez de Guzmán, Maestre de la Orden de Calatrava, el Maestre de la Orden de Alcántara, que entonces era el portugués Martim Anes de Barbuda, así como el Maestre de la Orden de Santiago, Pedro Muñiz de Godoy.

## Batalla
Una parte del ejército castellano cruzó el río Guadiana y tomó posición en la orilla opuesta, mientras que el resto de soldados permanecieron en sus puestos con la intención de rodear a las fuerzas portuguesas una vez que estas cruzaran el curso fluvial. El comandante luso, Nuno Álvares Pereira, ordenó entonces a sus hombres formar en cuadro colocando sus pertrechos en el centro y se lanzaron con ímpetu contra los castellanos, que trataron de detenerlos. Tras alcanzar la orilla del río, Álvares ordenó a su retaguardia proteger los pertrechos y luchar contra el enemigo mientras su vanguardia cruzaba el río. Las fuerzas castellanas que los esperaban al otro lado, unos 10 000 soldados, no fueron capaces de detener su cruce. Tras reordenar su vanguardia para que defendiera la orilla que acababan de ganar, Nuno Álvares Pereira volvió a cruzar el Guadiana para reunirse con su retaguardia, la cual estaba sufriendo una lluvia de flechas castellanas. Una vez que el condestable de Portugal fue consciente de que su enemigo había lanzado todos sus proyectiles, ordenó atacar. Fue en ese momento cuando vio el pendón del Gran Maestre de la Orden de Santiago y se abrió paso a través del ejército castellano para enfrentarse a él y herirlo de muerte tras un breve duelo. Muerto el maestre y caída su enseña, las fuerzas castellanas se desmoralizaron y rompieron su formación, con lo cual fueron incapaces de detener el empuje portugués y cayeron rápida y totalmente derrotadas.
Los soldados lusos persiguieron a los castellanos hasta el anochecer y regresaron a Portugal a la mañana siguiente. Al tremendo desastre que Castilla había experimentado poco antes en Aljubarrota se sumó la derrota en Valverde. Como consecuencia, la mayor parte de las localidades portuguesas que estaban todavía ocupadas por fuerzas castellanas se rindieron ante Juan I de Portugal.